# Línea SE3 (EMT Madrid)
El Servicio Especial codificado como SE3, que a efectos de numeración interna es la línea 866, de la EMT de Madrid une de forma circular Batán con Lucero.

## Historia
- 15 de enero de 2025: Creación de la línea, bajo la numeración 896, con motivo de las obras de soterramiento de la autovía A-5.[1]
- 10 de febrero de 2025: Ampliación de recorrido por la calle Villasandino, coincidiendo con el cierre de varios pasos inferiores para peatones, y comienzo de la gratuidad del servicio especial. Para ello, la línea cambió su numeración interna y pasó a ser la línea 866.[2]
- 31 de mayo de 2025: Ampliación horaria temporal debido a las obras de automatización de la línea 6 de Metro, adaptándose al habitual del suburbano.[3]

## Características
Esta línea une la estación de Batán con el barrio de Lucero, realizando un recorrido circular de un solo sentido (antihorario). Su objetivo es dar servicio a las viviendas colindantes con las obras.
Tiene una dotación máxima de 3 autobuses.

## Horarios
| Todos los días                    |                   |                   |                   |                   |                   |                   |                   |                   |                   |                   |                   |                   |                   |                   |                   |                   |             |             |          |    |
| Línea SE3: Batán > Lucero > Batán |                   |                   |                   |                   |                   |                   |                   |                   |                   |                   |                   |                   |                   |                   |                   |                   |             |             |          |    |
| 06                                | 07                | 08                | 09                | 10                | 11                | 12                | 13                | 14                | 15                | 16                | 17                | 18                | 19                | 20                | 21                | 22                | 23          | 00          | 01       | 02 |
| 00 10 20 30 40 50                 | 00 10 20 30 40 50 | 00 10 20 30 40 50 | 00 10 20 30 40 50 | 00 10 20 30 40 50 | 00 10 20 30 40 50 | 00 10 20 30 40 50 | 00 10 20 30 40 50 | 00 10 20 30 40 50 | 00 10 20 30 40 50 | 00 10 20 30 40 50 | 00 10 20 30 40 50 | 00 10 20 30 40 50 | 00 10 20 30 40 50 | 00 10 20 30 40 50 | 00 10 20 30 40 50 | 00 10 20 30 40 55 | 10 25 40 55 | 10 25 40 55 | 10 25 45 | 05 |

Paso por la calle de Sepúlveda aproximadamente 10 minutos después de su salida de Batán. Duración del recorrido circular completo aproximadamente 30 minutos.

## Paradas
| Código | Parada                               | Líneas de la parada | Conexiones con Metro |
| ------ | ------------------------------------ | ------------------- | -------------------- |
| 51122  | Batán                                | SE3                 | Batán                |
| 51123  | Villamanín-Villavaliente             | SE3                 |                      |
| 51124  | Villasandino-Villamanín              | SE3                 |                      |
| 2626   | Batán                                | 65 SE3              | Batán                |
| 2628   | Camino de Campamento-Villagarcía     | 55 65 SE3           |                      |
| 2630   | Camino de Campamento-Colonia Lourdes | 55 65 SE3           |                      |
| 2632   | Camino de Campamento-San Roberto     | 55 65 SE3           |                      |
| 5336   | Casa de Campo                        | 55 65 SE3           | Casa de Campo        |
| 51126  | Los Yébenes-Paseo de Extremadura     | 36 39 N19 SE3       |                      |
| 5192   | Sepúlveda-Los Yébenes                | 36 39 55 N19 SE3    |                      |
| 1475   | Sepúlveda-Concejal Francisco Jiménez | 36 138 N18 N19 SE3  |                      |
| 1473   | Sepúlveda-CIFSE                      | 36 138 N19 SE3      |                      |
| 51127  | Sepúlveda-Cebreros                   | 36 N19 SE3          |                      |
| 51129  | Cebreros-Sepúlveda                   | 65 SE3              |                      |
| 4987   | Villamanín                           | 65 SE3              |                      |
| 51122  | Batán                                | SE3                 | Batán                |